# کوجی میکی
کوجی میکی (انگلیسی: Koji Miki؛ زادهٔ ۸ سپتامبر ۱۹۴۶) وزنه‌بردار اهل ژاپن بود.